# 小口半線脂鯉
小口半線脂鯉，為輻鰭魚綱脂鯉目脂鯉亞目脂鯉科的其中一個種，為熱帶淡水魚，分布於南美洲奧里諾科河及亞馬遜河中游流域，體長可達4公分，棲息底中層水域，生活習性不明。

## 扩展阅读
- 維基物種上的相關：小口半線脂鯉